# Stefan Wackerbauer

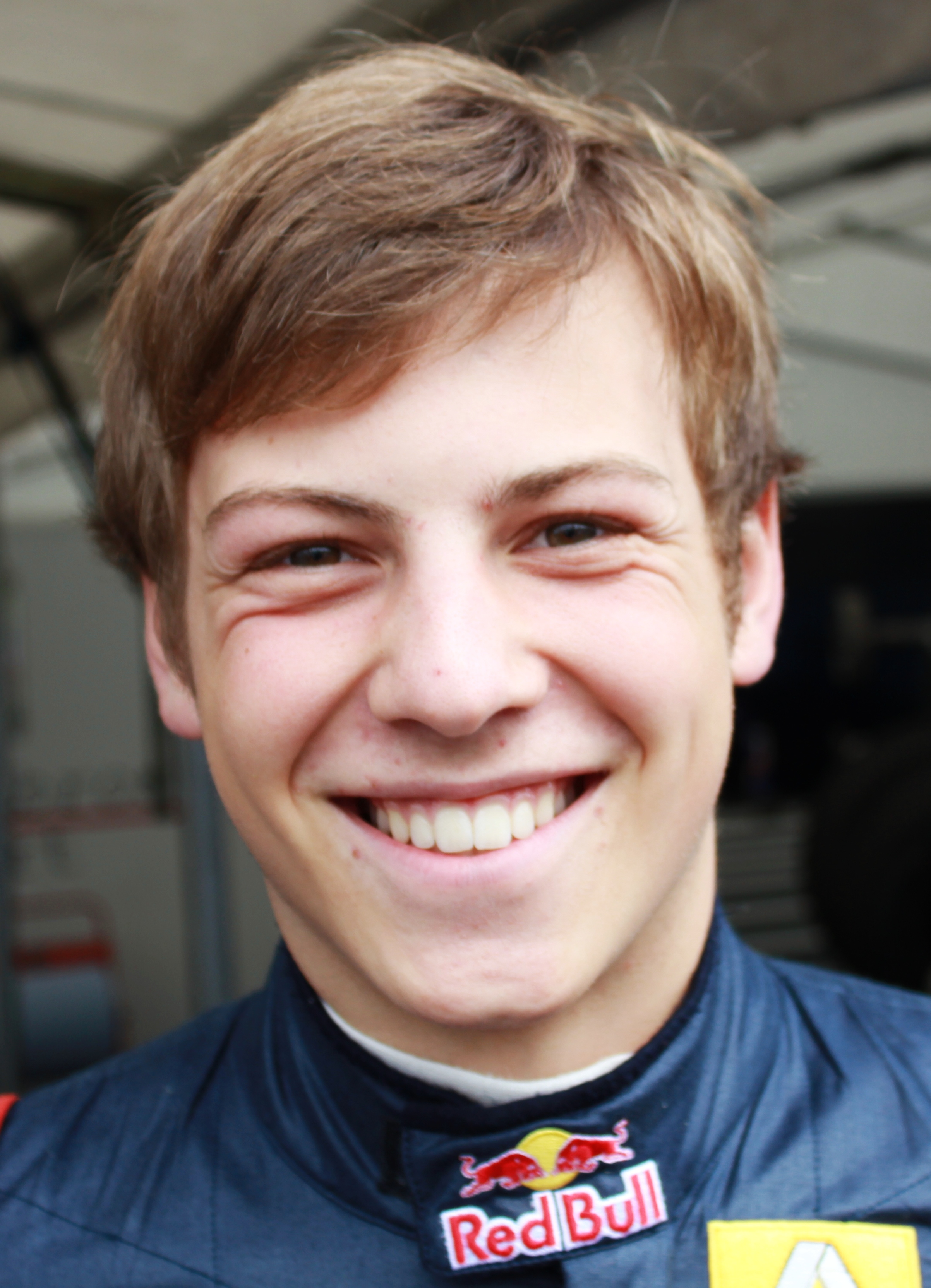
Stefan Wackerbauer (2012)

Stefan Wackerbauer (* 2. November 1995 in Gundihausen) ist ein deutscher Automobilrennfahrer.

## Karriere
Wackerbauer begann seine Motorsportkarriere 2003 im Kartsport, in dem er bis 2011 aktiv blieb. 2010 gewann er das Shootout zum Formel BMW Talent Cup und erhielt damit einen Startplatz für die Saison 2011. 2011 erzielte Wackerbauer den Gesamtsieg in dieser Serie. Damit erhielt er eine Förderung für den deutschen Formel-3-Cup, die er aber nicht in Anspruch nahm. Stattdessen wurde er ins Förderprogramm von Red Bull aufgenommen. Er trat Ende 2011 für Koiranen Motorsport in der Winterserie der britischen Formel Renault an. Dabei wurde er 19. in der Fahrerwertung.
2012 fuhr Wackerbauer für Koiranen Motorsport im Formel Renault 2.0 Eurocup. Während sein Teamkollege Daniil Kwjat Gesamtzweiter wurde, erreichte Wackerbauer den elften Gesamtrang. Außerdem fuhr er für Koiranen Motorsport in der alpinen Formel Renault. In dieser erzielte er einen Podest-Platz und wurde Zwölfter in der Fahrerwertung. Sein Teamkollege Kwjat gewann diese Serie. 2013 blieb Wackerbauer zunächst im Formel Renault 2.0 Eurocup. Er wurde nicht mehr von Red Bull gefördert und wechselte zu Interwetten Racing. Nach dem zweiten Rennwochenende verließ er die Serie und nahm in der restlichen Saison nicht mehr an Rennen teil.
2014 war Wackerbauer erneut ohne festes Engagement. Er trat im GT-Sport für verschiedene Teams zu zwei Veranstaltungen der ADAC GT Masters an.
2015 nahm Stefan Wackerbauer erneut bei den ADAC GT Masters teil, dieses Mal fuhr er jedoch für die komplette Saison im Team von C. Abt Racing. Mit dem Vorjahresmeister Kelvin van der Linde zusammen erreichten sie in einem Audi R8 LMS ultra mit der Startnummer 1 einen Sieg.

## Karrierestationen
| - 2003–2011: Kartsport - 2011: Britische Formel Renault, Winterserie (Platz 19) - 2012: Formel Renault 2.0 Eurocup (Platz 11) | - 2012: Alpine Formel Renault (Platz 12) - 2013: Formel Renault 2.0 Eurocup (Platz 21) - 2014: ADAC GT Masters | - 2015: ADAC GT Masters (Platz 14) |